# Lachenalia ameliae
Lachenalia ameliae är en sparrisväxtart som beskrevs av Winsome Fanny 'Buddy' Barker. Lachenalia ameliae ingår i släktet Lachenalia och familjen sparrisväxter. Inga underarter finns listade i Catalogue of Life.